# Omanisch-osttimoresische Beziehungen
Die omanisch-osttimoresische Beziehungen beschreiben das zwischenstaatliche Verhältnis des Omans und Osttimor. Die ständigen Vertreter der beiden Länder bei den Vereinten Nationen unterzeichneten die Vereinbarung über die Aufnahme von diplomatischen Beziehungen am 31. März 2022 in New York. Weder hat der Oman eine Botschaft in Osttimor noch Osttimor eine diplomatische Vertretung im Oman. Der für Osttimor zuständige Botschafter des Omans hat seinen Sitz in Jakarta (Indonesien). Für 2018 gibt das Statistische Amt Osttimors keine Handelsbeziehungen zwischen Osttimor und dem Oman an.